# Мелуштень (комуна)
Мелуштень, Мелуштені (рум. Mălușteni) — комуна у повіті Васлуй в Румунії. До складу комуни входять такі села (дані про населення за 2002 рік):
- Гіряска (247 осіб)
- Лупешть (638 осіб)
- Мелуштень (749 осіб)
- Минестіря (150 осіб)
- Минзетешть (512 осіб)
- Цуцкань (686 осіб)

Комуна розташована на відстані 240 км на північний схід від Бухареста, 52 км на південь від Васлуя, 111 км на південь від Ясс, 84 км на північ від Галаца.

## Населення
За даними перепису населення 2002 року у комуні проживали 2982 особи.
Національний склад населення комуни:
| Національність | Кількість осіб | Відсоток |
| -------------- | -------------- | -------- |
| румуни         | 2880           | 96,6%    |
| цигани         | 102            | 3,4%     |

Рідною мовою назвали:
| Мова      | Кількість осіб | Відсоток |
| --------- | -------------- | -------- |
| румунська | 2880           | 96,6%    |
| циганська | 102            | 3,4%     |

Склад населення комуни за віросповіданням:
| Релігія                                       | Кількість осіб | Відсоток |
| --------------------------------------------- | -------------- | -------- |
| православні                                   | 2941           | 98,6%    |
| адвентисти                                    | 40             | 1,3%     |
| лютерани (Синодально-пресвітеріанська церква) | 1              | < 0,1%   |